# Садове (гміна)
Гміна Садове (пол. Gmina Sadowie) — сільська гміна у східній Польщі. Належить до Опатовського повіту Свентокшиського воєводства.
Станом на 31 грудня 2011 у гміні проживало 4168 осіб.

## Територія
Згідно з даними за 2007 рік площа гміни становила 81.71 км², у тому числі:
- орні землі: 86.00%
- ліси: 9.00%

Таким чином, площа гміни становить 8.96% площі повіту.

## Населення
Станом на 31 грудня 2011:
| Опис     | Загалом | Загалом | Чоловіки | Чоловіки | Жінки | Жінки |
| -------- | ------- | ------- | -------- | -------- | ----- | ----- |
| одиниця  | осіб    | %       | осіб     | %        | осіб  | %     |
| все      | 4168    | 100     | 2033     | 48.78    | 2135  | 51.22 |
| міське   | 0       | 100     | 0        |          | 0     |       |
| сільське | 4168    | 100     | 2033     | 48.78    | 2135  | 51.22 |

## Сусідні гміни
Гміна Садове межує з такими гмінами: Бацьковіце, Васнюв, Опатув, Островець-Свентокшиський, Цьмелюв.